# Cooma (Nova Gales do Sul)
Cooma é uma cidade no sul de Nova Gales do Sul, na Austrália. No censo de 2016, Cooma tinha uma população de 6.742.